# エムアイカード
株式会社エムアイカード（英: MICARD Co.,Ltd.）は、三越伊勢丹ホールディングス傘下のクレジットカード会社である。

## 概要
伊勢丹や三越など、三越伊勢丹グループの百貨店と提携して、「伊勢丹アイカード」「三越エムカード」「エムアイカード」などの発行業務を中心に行っている。
かつては同じく三越伊勢丹グループの丸井今井と提携した「クレオクラブ・アイカード」を発行していたが、現在はエムアイカードに統合されている。また、グループ外では「名鉄百貨店アイカード」の発行も行っていた。
三越だけの地域は『三越Ｍカード』、伊勢丹だけの地域は『伊勢丹Ｉカード』、三越・伊勢丹の両方が出店している地域は『エムアイカード』を発行している。
2018年5月に百貨店発行の三越Ｍカード、
伊勢丹Iカード、エムアイカードは新カードのエムアイカードプラスに統一され、現在は、百貨店の全店でエムアイカードプラスの発行となっている。
三越伊勢丹グループの百貨店・中小型店では、三越Ｍカードと伊勢丹Ｉカード、エムアイカード、エムアイカードプラスなどのエムアイカード発行のすべてが自社クレジット扱いとなっており、暖簾をまたいだ相互利用ができる。

## 沿革
- 1988年
  - 9月 - 株式会社伊勢丹ファイナンスとして設立。
  - 12月 - 株式会社伊勢丹が発行する「伊勢丹アイカード」のクレジット事務請負業務開始。
- 1989年
  - 7月 - 損害保険代理業務開始。
  - 11月 - キャッシングサービス業務開始。
- 1990年12月 - 割賦購入あっせん業務開始。
- 1993年10月 - 株式会社伊勢丹より「伊勢丹アイカード」の債権移行を受け、「伊勢丹アイカード」の自社発行開始。
- 1996年6月 - 生命保険の募集に関する業務開始。
- 1999年4月 - 株式会社伊勢丹アイカードへ商号変更。
- 2005年11月 - 分割・リボ切替サービス「かえられます」取扱開始。
- 2006年
  - 4月 - 「プライバシーマーク」認証取得、「ISETAN I CARD」WEBサイト開設。
  - 9月 - 「名鉄百貨店アイカード」発行開始。生命保険無料個別相談開始。
- 2007年
  - 3月 - いわき事務センター開設。
  - 6月 - VISAメンバーライセンス（プリンシパル）を取得[1]。
- 2008年
  - 5月 - 「クレオクラブ・アイカード」発行開始。
  - 7月 - 信託業務（併営業務）に係る代理業務開始。
  - 8月 - 金融商品仲介業務開始。
  - 11月 - 「伊勢丹アイカードVISA」・「伊勢丹アイカードVISAゴールド」発行開始。
- 2009年
  - 4月1日 - 株式会社伊勢丹の会社分割（吸収分割）により、株式会社三越伊勢丹ホールディングスの直接の子会社となる[2]。「名鉄百貨店アイカードVISA」発行開始。
  - 7月 -  融資専用カード発行開始。
  - 9月1日 - 商号を株式会社エムアイカードに変更[3]。
  - 9月16日 - サロン「フィナンシェルジュプラザ」開設。
- 2010年4月 - 株式会社三越と提携し、「三越 M CARD」、および「MI CARD（エムアイカード）」の発行を開始。
- 2011年
  - 7月15日 - 伊勢丹アイカード及び、「三越 M CARD」、および「MI CARD（エムアイカード）」のアメリカンエキスプレスカードブランドの発行を開始をする旨の発表。
  - 11月9日 - 伊勢丹アイカード及び、「三越 M CARD」、および「MI CARD（エムアイカード）」のアメリカンエキスプレスカードブランドの発行を開始した。発行対象は、一般カードとゴールドカード
- 2014年12月1日 - 名鉄百貨店とのカード提携を終了する予定であることを発表[4][5]。
- 2016年
  - 1月31日 - 名鉄百貨店との委託契約が終了し、名鉄百貨店アイカードの取扱を終了。
  - 4月 - グループ共通ポイント特典制度「エムアイポイント」導入。
  - 12月 - 鹿島神宮と提携した「鹿島神宮カード」を発表[6]。
- 2019年
  - 9月30日 - アニメ「FAIRY TAIL」及び「〈物語〉シリーズ」とコラボレーションした「FAIRY TAILエムアイカード」及び「〈物語〉シリーズエムアイカード」を発行開始[7][8]。
  - 10月25日 - 西鉄グループのニモカと提携し、「nimoca MICARD」発行開始[9]。
- 2020年
  - 7月 - アニメ「Re:ゼロから始める異世界生活」とコラボレーションした2種類のカードを発行開始。デザインはエミリアとレム、レム単身。

## カード

### クレジットカード

#### 伊勢丹アイカード
伊勢丹（現三越伊勢丹）と提携し発行していたクレジットカードである。
伊勢丹ファイナンスが発足した当初から長年、国際ブランドと提携していないハウスカードであった（百貨店系で、最後まで国際ブランドと提携しなかった）が、2008年11月よりVISAブランドを付帯した伊勢丹アイカードを発行開始した。2018年4月まで新潟と京都を除く伊勢丹各店で、カード入会の受付を行っていた。

#### 三越 M CARD
三越（現三越伊勢丹）と提携し、2010年から2018年4月まで発行していたカード。入会の受付は、札幌・新潟・福岡の3店を除く、三越各店で行っていた。
※名古屋三越はイセタンハウスオープンに伴い、エムアイカードに変更された。

#### MI CARD（エムアイカード）
2010年4月より、三越伊勢丹グループが共同で運営している店舗のある地域を対象に、同カードが発行されている。入会の受付は、札幌三越と丸井今井の各店（札幌丸井三越と函館丸井今井が運営）、新潟伊勢丹と新潟三越（新潟三越伊勢丹が運営）、名古屋三越、福岡三越と岩田屋の各店（岩田屋三越が運営）で行われている。

##### JR MI CARD（ジェイアール エムアイカード）
ジェイアール西日本伊勢丹が運営するJR大阪三越伊勢丹およびジェイアール京都伊勢丹利用者向けに募集・発行されているカードであり、2011年2月16日から同カードの新規入会受付を開始した。ジェイアール京都伊勢丹で募集・発行されていた「ジェイアール京都伊勢丹アイカード」に代わり同店でも新規募集が開始されたことから事実上同アイカードの後継とされている。ジェイアール名古屋タカシマヤカード同様「JR」という名前は使われているがあくまで運営店の社名を冠したものであり、JRカードやJ-WESTカードなど鉄道系クレジットカードとの関係はない。

#### クレオクラブ・アイカード
札幌丸井今井（現札幌丸井三越）及び函館丸井今井と提携し、発行していたクレジットカードである。国際ブランドと提携していないハウスカードであった。2010年4月の「MI CARD（エムアイカード）」の発行開始により、現在は新規発行を終了している。またコンサドーレ札幌(略称CS)と提携した「クレオクラブ・CSアイカード」は「CS MICARD (VISA / American Express)」として新規発行を継続中である。

### 名鉄百貨店アイカード
名鉄百貨店との提携カードである。2016年1月31日を以ってサービスを終了した。1999年からセントラルファイナンス（メディアカード）とクレディセゾン（セゾンカード）の2社による国際ブランド付帯の提携カード「Meiカード」が存在していたが、名鉄百貨店が伊勢丹の支援を受けたことで提携カードが2006年4月から伊勢丹アイカード発行のハウスカード（当初）に一新された経緯がある。兄弟会社であった旧金沢名鉄丸越百貨店（めいてつ・エムザ）ではMeiカードのサービスを継続していたため、特典やサービスは一切異なっていた。また、名古屋鉄道の提携カードである「メディアカード」や「MEITETSU μ's Card」にある定期券のクレジット決済可能などの会員特典は存在しなかった。

#### その他
- 鹿島神宮カード
  - 茨城県鹿嶋市にある鹿島神宮との提携カードである。付与されたポイントが自動的に鹿島神宮へ寄付されるカードで、保有者は鹿島神宮で特典を受けることが可能。国際ブランドはVISAで一般及びゴールドカードがあり、一般カードのみ「相川七瀬デザイン」の券面を選択することが可能である。
- VIOROカード
  - 福岡市中央区天神の商業施設「ヴィオロ」との提携カード。国際ブランドはVISA。
- 野村不動産グループ カスタマークラブゴールドカード
  - 国際ブランドはVISA。
- FAIRY TAIL MI CARD
- 〈物語〉シリーズ MI CARD
  - テレビアニメ「FAIRY TAIL」及び「<物語>シリーズ」とコラボレーションしたカード[7][8]。貯まったポイントでそれぞれの限定グッズと交換できる。国際ブランドはVISA。
- nimoca MICARD
  - 西鉄グループの交通系IC「nimoca」との提携カード[9]。クレジットnimocaの機能（定期券・オートチャージ・クイックチャージ）が追加され、天神地区一部施設でのポイント加算が優遇されている。国際ブランドはVISAで一般及びゴールドカードの設定あり。本カードに関しては加算ポイントがnimocaポイントになっている。

### ローンカード
ローンカードとして「ローンエムアイカード」を発行している。

## クレジットカードの追加カード

### 家族カード
本会員の家族（最大4人まで）に家族カードを発行する事が可能で年会費は無料。ただし、ゴールドカードの会員の場合、1枚当たり税抜2,000円となる。

### ETCカード
ETCカードを発行している。年会費は無料。ただし、発行対象者は本会員のみとなり、家族カードのETCカードは対象外。

## クレジットカードの特徴
- 年会費は、初年度は無料、2年目以降は税抜2,000円で、（ゴールドカードの年会費は、年度に拘わらず税抜10,000円）。ただし、再入会の場合は初年度も年会費が発生する。通常のアイカード（カードの色が青色）からゴールドアイカードへ切替をした場合、ゴールドカードの年会費を月割りで計算した金額が請求される。
- 伊勢丹での優待率は、5%を基本とし、ショッピングの利用額が20万円以上の場合は次年度7%、50万円以上の場合は次年度8%、100万円以上の場合は次年度10%と変動する。尚、優待除外品の場合は優待されないが、ショッピングの利用額には加算される。
- ポイントサービスとして「エムアイカードポイント」を採用している。

## その他
- 伊勢丹の各売場で高額な買物をする場合、アイカード利用可能枠を超過した場合、従業員の操作等によっては、買物出来る場合がある。
- アイカード所持者のみが入場可能なセール・催物が、頻繁に開催される。また、利用額によっては優待セールなどのダイレクトメールを送付する場合がある。
- 伊勢丹の売場でアイカード決済し、すぐ店舗内の「アイカードATM」か「アイカードカウンター（有人窓口）」で値引後の利用代金を入金して支払を済ませる顧客が多く、殆どの伊勢丹店舗でATMが3台以上設置されている。店頭入金の場合、ATMの場合は現金のみの取扱だが、アイカードカウンターでは、自社発行の商品券・三越・岩田屋の自社発行商品券、全国百貨店共通商品券（一部を除く）、伊勢丹商品お取替え券、百貨店ギフトカード、エムアイカードポイント券で支払可能。ただし、キャッシングサービスとカードローン取引で返済する場合は、現金のみ可能。
- 高松三越でも同様のATMが設置され、買い物利用後すぐ支払いが可能だったが、イオン銀行のATM機能が搭載されたのち、撤去された。現在は通常のクレジット引落による支払いとなる。
- 伊勢丹本支店のフロアに、お得意様専用サロンが用意されている。ただし「お得意様アイカード」と表示が有るカードの本人・家族カード保有者のみ利用可能（例えば、外商や伊勢丹に勤務している社員が紹介した人だけに発行するカード。三越の「お帳場カード」的扱いなものとなっている）。
- 三越では従来、三井住友カード（従前はさくらカードUC）と提携した「三越カード」を発行していたが、三越が提携会社をエムアイカードに変更したことに伴い、2011年3月を以て三越での提携サービスを終了することにし、2010年よりエムアイカード側で切替入会を促した。三井住友カードではプロパーの「三井住友(VISA/Master)カード」に種別変更のうえクレジットカードを継続できるようにした。会員側から申し出が無い場合、2011年4月1日以降は手許の三越カードのままカード有効期限まではプロパーカード（通常のVISAカード）として有効期限まで使用できるようにした（切替を行わない場合は更新カードが発行されず契約終了となる）。

## 主な加盟店
三越伊勢丹ホールディングスの傘下の企業が経営する店舗を除く。
- 伊勢丹本店が新宿3丁目にある関係で、そこから新宿駅にかけてのエリアで使える所が多い。

※はポイントが割増しになる店舗
- ルミネエスト
- サブナード（地下街）
- 紀伊國屋書店 新宿本店
- 京王プラザホテル
- ヒルトン東京
- 浦和コルソ
- ホテルオークラ東京
- ※COREDO日本橋・室町3館
- ※ビックカメラ・ソフマップ
- ※LoveLa万代
- ※静岡市呉服町・七間町名店街
- ※さっぽろ地下街

ほか

## 脚註
1. ↑  “VISAメンバーシップ取得について” (PDF). 2009年9月2日閲覧。
2. ↑  “当社のグループ内組織再編に係るお知らせ” (PDF). 2009年9月2日閲覧。
3. ↑  “子会社の商号変更に関するお知らせ” (PDF). 2009年9月2日閲覧。
4. ↑  “「名鉄百貨店アイカード」ご利用特典の終了に関するお知らせ” (PDF).   三越伊勢丹HD. 2019年10月28日閲覧。
5. ↑  “名鉄百貨店とのカード提携終了に関するお知らせ”.   エムアイカード. 2019年10月28日閲覧。
6. ↑  “「鹿島神宮カード」発行”.   鹿島神宮. 2019年10月28日閲覧。
7. 1 2  “アニメ「FAIRY TAIL」のクレジットカードを発行” (PDF).   エムアイカード (2019年9月30日). 2019年10月28日閲覧。
8. 1 2  “アニメ〈物語〉シリーズのクレジットカードを発行” (PDF).   エムアイカード (2019年9月30日). 2019年10月28日閲覧。
9. 1 2  “株式会社ニモカとの交通系電子マネー搭載の提携クレジットカード発行開始” (PDF).   三越伊勢丹ホールディングス・エムアイカード・ニモカ（共同発表） (2019年10月21日). 2019年10月28日閲覧。
10. ↑  “新伊勢丹アイカード発行について” (PDF). 2009年9月2日閲覧。
11. ↑  JR MICARD・JR MICARD GOLDをご利用のお客さま